# Raïon de Koziatyn
Le raïon de Koziatyn (ukrainien : Козятинський район) est une subdivision administrative de l'oblast de Vinnytsia, dans l'Ouest de l'Ukraine. Son centre administratif est la ville de Koziatyn.